# ZIC4
ZIC4 (англ. Zic family member 4) – білок, який кодується однойменним геном, розташованим у людей на 3-й хромосомі. Довжина поліпептидного ланцюга білка становить 334 амінокислот, а молекулярна маса — 36 567.
| 10         |  | 20         |  | 30         |  | 40         |  | 50         |
| ---------- |  | ---------- |  | ---------- |  | ---------- |  | ---------- |
| MRYKTSLVMR |  | KRLRLYRNTL |  | KESSSSSGHH |  | GPQLTAASSP |  | SVFPGLHEEP |
| PQASPSRPLN |  | GLLRLGLPGD |  | MYARPEPFPP |  | GPAARSDALA |  | AAAALHGYGG |
| MNLTVNLAAP |  | HGPGAFFRYM |  | RQPIKQELIC |  | KWLAADGTAT |  | PSLCSKTFST |
| MHELVTHVTV |  | EHVGGPEQAN |  | HICFWEECPR |  | QGKPFKAKYK |  | LVNHIRVHTG |
| EKPFPCPFPG |  | CGKVFARSEN |  | LKIHKRTHTG |  | EKPFRCEFEG |  | CERRFANSSD |
| RKKHSHVHTS |  | DKPYTCKVRG |  | CDKCYTHPSS |  | LRKHMKVHGR |  | SPPPSSGYDS |
| ATPSALVSPS |  | SDCGHKSQVA |  | SSAAVAARTA |  | DLSE       |  |            |

A: Аланін

C: Цистеїн

D: Аспарагінова кислота

E: Глутамінова кислота

F: Фенілаланін

G: Гліцин

H: Гістидин

I: Ізолейцин

K: Лізин

L: Лейцин

M: Метіонін

N: Аспарагін

P: Пролін

Q: Глутамін

R: Аргінін

S: Серин

T: Треонін

V: Валін

W: Триптофан

Задіяний у такому біологічному процесі, як альтернативний сплайсинг. 
Білок має сайт для зв'язування з іонами металів, іоном цинку, ДНК. 
Локалізований у ядрі.